# Frogwares
Frogwares – ukraiński producent gier komputerowych z siedzibą w Kijowie, a także oddziałami w Irlandii.

## Historia
Przedsiębiorstwo powstało na Ukrainie w 2000 roku. Jej głównym produktem jest seria gier Sherlock Holmes, która w 2017 osiągnęła sprzedaż w wysokości ok. 7 mln egzemplarzy. Inne wyprodukowane tytuły to m.in. Dracula: Origin oraz The Sinking City.